# Alhambra
 For alternative betydninger, se Alhambra (flertydig). (Se også artikler, som begynder med Alhambra)
Alhambra ("Det røde slot") (arabisk: الحمراء  ( hør)) er en borg på Sabikah-plateauet sydøst for Granada. Slottet er bygget af maurerne mellem 1248 og 1354 under al-Ahmar og hans efterfølgeres styre. Siden 1984 har det stået på UNESCOs verdensarvliste og er Spaniens største turistattraktion.
Borganlægget er ca. 740 meter langt og indtil 220 meter bredt. I øst er sommerpaladset Generalife beliggende.
Fæstningen har et omfattende vandsystem, der giver vand til adskillige springvand og et reflekterende bassin.

## Historie
Fæstningskomplekset blev påbegyndt i 1238 af Muhammad I af Granada, den første person i Nasride dynastiet, der grundlagde Emiratet Granada, der var den sidste muslimske stat i Al-Andalus.
Alhambra er for middelalderen en typisk kombination af en befæstet, højt beliggende by med et separat citadel for magthaverne. Byen var hjemsted for adelen, militær, det højere borgerskab, købmænd og vigtige håndværkere, som f.eks. våbensmede. I Granada bliver citadellet betegnet som Alcazaba, mens hele anlægget hedder Alhambra.
Borgbjerget var allerede beboet i den førromerske tid. Efter maurernes erobring af Den Iberiske Halvø byggede de her en borg. Under borgerkrigene fra det 9. til det 12. århundrede hed borgen „Ma’qil Ilbīra“ (Elvira-fæstningen), da Sawwar Ibn Hamdun på grund af borgeruroligheder i kalifatet af Córdoba tog ophold i fæstningen. Den beviste sin værdi som fæstning i flere krige mod Córdobas kalifat. Under kong Bādis ibn Habbūs (1038-1073) byggede hans jødiske kansler Jūsuf ibn Naghralla en fæstning på Alhambras klipper (al-ḥiṣn al-ḥamrāʿ), i følge Abd Allāhs memoirer (1073-1090) for at beskytte sig mod byens befolkning.
Efter Córdoba-kalifatets sammenbrud i 1031 overtog berberføreren Ziriden fra Granada magten over provinsen (kūra) Ilbīra og gjorde omgivelserne uafhængige. Derefter grundlagde han byen Granada, som var lettere at forsvare end byen Ilbīra, nogle få kilometer derfra. Senere overtog de berbiske dynastier Almoraviden og Almohaden magten. Om borgens udseende i denne tid findes der ingen oplysninger.